# Joe Don Baker
Joe Don Baker (n. 12 februarie 1936, Groesbeck, Texas, SUA – d. 7 mai 2025) a fost un actor american și membru al Actors Studio. El s-a impus ca o vedetă în roluri secundare de acțiune prima dată prin rolul unui misterios cowboy vagabond în Guns of the Magnificent Seven (1969) și ca șerif adjunct în westernul Wild Rovers (1971), înainte de a dobândi o faimă mondială pentru rolurile sale ca: asasin al mafiei în Charley Varrick (1973); ca șeriful din Tennessee din viața reală Buford Pusser în clasicul film de acțiune Walking Tall (1973), detectivul Mitchell care se impune prin forță brută în Mitchell (1975), șeriful adjunct Thomas Jefferson Geronimo III în Final Justice (1985) și ca șeful LAPD Jerry Karlin în comedia de acțiune Fletch detectivul (1985).  

## Filmografie
- Honey West (emisiune TV, Episodul 15 "Rockabye the Hard Way", Dec. 24, 1965) - truckdriver Rocky Hansen
- Luke mână rece (1967) - Fixer (nemenționat)
- The Big Valley (emisiune TV, Episode "Lightfoot," 1969) - Tom Lightfoot
- Gunsmoke (emisiune TV, Episode "The Reprisal," 1969) - Tom Butler
- Guns of the Magnificent Seven (1969) - Slater
- Adam at 6 A.M. (1970) - Harvey Gavin
- The High Chaparral (1970), Sez. 4, Ep. 17
- The F.B.I. (1970), Sez. 5, Ep. 22
- Lancer (TV show, Episode 1 "The High Riders", (Sept. 24, 1968) - Day Pardee. Followed by Episode 13  "Shadow of a Dead Man", (Jan. 6, 1970) - Clovis Horner.
- Wild Rovers (1971) - Paul Buckman
- Welcome Home, Soldier Boys (1971) - Danny
- 1972 Bonner fiul (Junior Bonner), regia Sam Peckinpah - Curly Bonner
- The Valachi Papers (1972) - Irish member of Valachi gang (nemenționat)
- That Certain Summer (1972) - Phil Bonner
- The Streets of San Francisco (TV show, Episode "Beyond Vengeance", aired Mar. 8, 1973) - criminal Leonard Collier Cord
- 1973 Legenda șerifului din Tennessee (Walking Tall), regia Phil Karlson : Buford Pusser
- Charley Varrick (1973) - Molly
- The Outfit  (1973) - Jack Cody
- Golden Needles  (1974) - Dan
- Framed (1975) - Ron Lewis
- Mitchell (1975) (de asemenea episod Mystery Science Theater 3000) - Mitchell
- Checkered Flag or Crash (1977) - Walkaway Madden
- The Shadow of Chikara (1977) - Wishbone Cutter
- Speedtrap (1977) - Pete Novick
- The Pack (1977) - Jerry Preston
- Eischied (1979) - Chief of Detectives Earl Eischied
- Wacko (1982) - Dick Harbinger
- Joysticks (1983) - Joseph Rutter
- The Natural (1984) - The Whammer
- Edge of Darkness (1985) - Darius Jedburgh
- Final Justice (1985) (de asemenea episod Mystery Science Theater 3000) - Deputy Sheriff Thomas Jefferson Geronimo III
- Fletch (1985) - Chief Jerry Karlin
- Getting Even (1986) - King R. Kenderson
- The Living Daylights (1987) - Brad Whitaker
- The Killing Time (1987) - Carl Cunningham
- Leonard Part 6 (1987) - Nick Snyderburn
- Criminal Law (1988) - Det. Mesel
- Defrosting The Fridge (1989) - Hunter McCall
- In The Heat of The Night (TV show, Episode "Forever Fifteen", 1989) - Tom Dugan
- The Children (1990) - Cliffe Wheater
- Cape Fear (1991) - Claude Kersek
- Citizen Cohn (1992) (HBO) - Sen. Joseph McCarthy
- The Distinguished Gentleman (1992) - Olaf Andersen
- Reality Bites (1994) - Tom Pierce
- Ring of Steel (1994) - Man in Black
- Underneath (1995) - Donovan
- Panther (1995) - Brimmer
- Congo (1995) - R.B. Travis
- The Grass Harp (1995) - Sheriff Junius Candle
- GoldenEye (1995) - Jack Wade
- Disney's Animated Storybook: Winnie the Pooh and the Honey Tree (1995) - Owl (voice; video game)
- Mars Attacks! (1996) - Glenn Norris
- George Wallace (1997) (TNT) - Big Jim Folsom
- Tomorrow Never Dies (1997) - Jack Wade
- Poodle Springs (1998) (HBO) - P.J. Parker
- Vegas, City of Dreams (2001) - Dylan Garrett
- Joe Dirt (2001) - Don, Brandy's Dad (uncredited)
- The Commission (2003) - Rep. Hale Boggs
- The Dukes of Hazzard (2005) - Gov. Jim Applewhite
- Strange Wilderness (2008) - Bill Calhoun
- The Cleaner (2009, "Last American Casualty") - Major Larry Duren
- Mud (2012) - King
- Cowboys from Hell (TBA) - 'Shotgun' Tucker